# アイザック・アベラ
アイザック・デイヴィッド・アベラ (Isaac David Abella, 1934年6月20日トロント生まれ - 2016年10月23日) はシカゴ大学の物理学教授。専門はレーザ物理、量子光学、分光法。アーヴィング・アベラのいとこ。
アベラは1957年にトロント大学から学士号、1959年に修士号、1963年に物理学のPh.D.をニューヨークのコロンビア大学から受けた。チャールズ・タウンズの下で研究し、レーザ発展の初期研究に関わった。特筆すべきは、タウンズの下でアベラが書いた論文は2光子吸収の最初期のものであるという点である。
シカゴ州立大学の美術教授メアリー・アン・アベラと結婚しており、ベンジャミンという息子とサラという娘がいる。
アベラは、レーザーコヒーレントトランジェントの研究で有名である。ここではヘリウム、ネオン、アルゴンなどの希ガス混合物中の準安定励起状態を探知するために光子エコー技術が使用されている。これらの状態は、弱くイオン化されたRFプラズマ放電で生成され、窒素ポンプされた色素レーザは、コヒーレントな超位置状態を生成するために使用される。
希土類レーザー材料の分光法における業績でも有名である。エルビウム、ツリウム、およびホルミウムでドープされたYLFおよびYAG結晶のサンプルは、エルビウムバンドである780nmの領域での選択的レーザー励起で研究されている。これらの材料は、AlGaAs-GaAsレーザダイオードアレイによって効率的に光学的ポンピングをすることができるが、代わりに色素レーザ励起が使用されている。彼はErからTm,Hoで室温で液体窒素で起こる2.085μmのエネルギー放出を集中するエネルギー転移プロセスに興味を持っている。このプロセスは、サイト間の放射のないほぼ共鳴的なエネルギー移動であり、希土類イオンの相対濃度に依存する。特に彼の実験的関心は、減衰率、励起状態吸収、およびそのようなプロセスの分岐比と詳細の理論を測定することである。
2016年8月23日にイリノイ州シカゴで死去。享年82歳。

## アーティクル
- I. D. Abella and C. H. Townes. "Mode Characteristics and Coherence in Optical Ruby Masers", Nature 192, 957(1961)
- N.A. Kurnit, I.D. Abella, S.R. Hartmann, "Observation of a Photon Echo", Physical Review Letters,13, 567 - 568 (1964)
- I. D. Abella, N. A. Kurnit, and S. R. Hartmann, "Photon Echoes", Phys. Rev. 141, 391 - 406 (1966)
- A. E, Siegman, Lasers, University Science Press, Sausalito  CA, 1986
- Charles Townes. "How the Laser Happened", Oxford University Press, 1999
- J. Hecht, "The Race to Make the First Laser", Oxford University Press, 2005